# Agalmatophilia

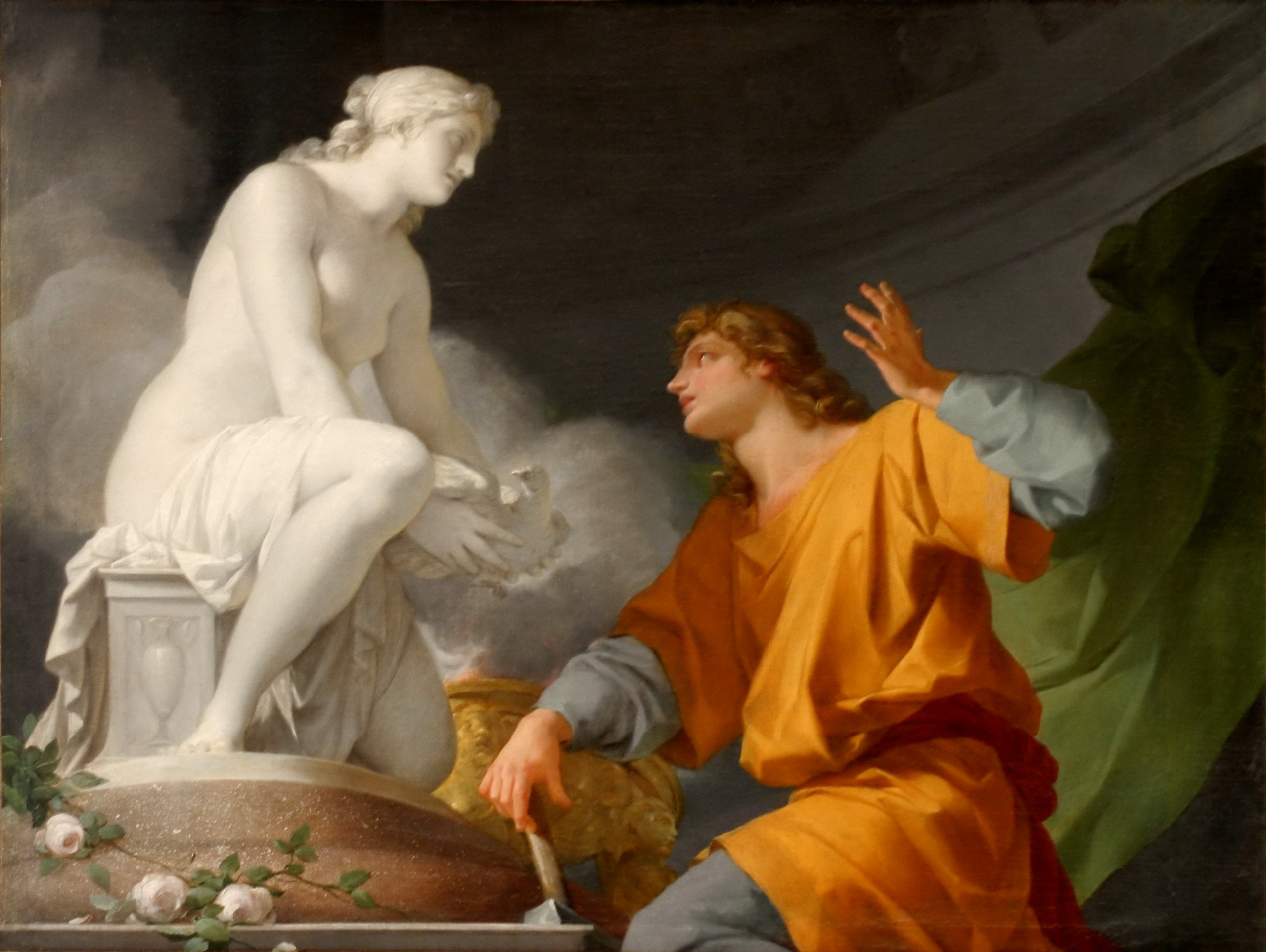
Tranh vẽ Pygmalion bởi Jean-Baptiste Regnault, 1786, hiện trưng bày tại Musée national du château et des Trianons

Tượng ái, hay Agalmatophilia (ghép từ chữ agalma có nghĩa "bức tượng" và hậu tố -philia φιλία có nghĩa "yêu/ái" trong tiếng Hy Lạp) là một dạng lệch lạc tình dục. Người mang hội chứng này có biểu hiện bị hấp dẫn tình dục bởi các đồ vật có hình dáng giống người như tượng, búp bê, hoặc ma nơ canh. Sự hấp dẫn này có thể bao gồm các hành vi:
- Muốn thỏa mãn tình dục với đối tượng
- Tưởng tượng được tiếp xúc khi đối tượng có thể chuyển động hoặc giao tiếp
- Muốn chứng kiến hoặc tham gia khi các đối tượng sinh hoạt tình dục với nhau
- Tưởng tượng được hóa thân (chính mình hay người khác) vào đối tượng

Chứng tượng ái có thể bao gồm cả Pygmalionism (lấy từ tên nhân vật Pygmalion trong thần thoại Hy Lạp), khi một nghệ nhân tâm đắc với tác phẩm của mình đến mức yêu nó như người thật.

## Trong thần thoại
Nhà thơ La Mã Ovid kể câu chuyện về Pygmalion - một thợ điêu khắc ngà voi - ở đảo Síp: Sau khi chứng kiến những hành vi dâm ô của chị em Propoetides, chàng không còn hứng thú với phái nữ. Thế nhưng những tác phẩm của Pygmalion lại tuyệt đẹp, đặc biệt là một bức tượng cô gái sống động hoàn hảo đến mức khiến chàng mê đắm. Vào ngày lễ của nữ phần Aphrodite, Pygmalion đã đến đền thờ và cầu nguyện nữ thần ban cho một người vợ giống như cô gái ngà voi ấy. Khi trở về nhà, Pygmalion hôn lên bức tượng và ngạc nhiên khi thấy hơi ấm từ bờ môi của tượng. Chàng hôn thêm một lần nữa, ngà voi trở nên mềm mại và bức tượng hóa thành một cô gái thực sự. Aphrodite đã biến lời khẩn cầu của Pygmalion thành hiện thực.

## Nghiên cứu lâm sàng
Agalmatophilia được nghiên cứu lâm sàng lần đầu tiên với ấn bản Psychopathia Sexualis của Richard von Krafft-Ebing, trong đó đề cập đến một trường hợp ghi nhận năm 1877 về một thợ làm vườn bị bắt gặp khi đang cố giao cấu với tượng thần Vệ Nữ (Venus de Milo).

## Tưởng tượng, hoá thân, nhập vai
Đối với một số người mang chứng tượng ái, tưởng tượng hóa thân thành vật thể để trải nghiệm cảm giác đông cứng, không thể cử động được là rất kích thích. Những tưởng tượng này có thể được cụ thể hóa bằng cách nhập vai, trong đó người ta thích cảm giác được biến thành búp bê cao su hoặc bị nhốt vào cơ thể của tượng đá trưng bày trong viện bảo tàng.

## Trong nghệ thuật
Những búp bê tình dục với kích thước bằng người thật là một chủ đề nghệ thuật được nhiều nhiếp ảnh gia khai thác, chẳng hạn như Hans Bellmer, Bernard Faucon, Helmut Newton, Morton Bartlett, Katan Amano, Kishin Shinoyama, và Ryoichi Yoshida.
Chứng tượng ái được đặc tả trong bộ phim L'Âge d'Or của Luis Buñuel, trong đó có cảnh nhân vật nữ mút ngón chân của một bức tượng. Trong tiểu thuyết Kort Amerikaans xuất bản năm 1962 của nhà văn Hà Lan Jan Wolkers cũng như trong bộ phim cùng tên ra mắt năm 1979, nhân vật chính có tình cảm và quan hệ tình dục với một mô hình cơ thể bằng thạch cao. Trong bộ phim Mannaquin năm 1987, nhân vật nam đã yêu một cô ma nơ canh mà anh ta tìm thấy trong một trung tâm thương mại. Năm 2000, bộ phim kinh dị The Cell của đạo diễn Tarsem Singh xoay quanh câu chuyện của một kẻ giết người hàng loạt với sở thích nhuộm cơ thể những nạn nhân của mình để họ trông giống búp bê.